# Antiochia
Antiochia (tur. Antakya lub Hatay; hist. Antiochia Syryjska, Antiochia koło Dafne, Wielka Antiochia, Teopolis; arab. ‏أنطاكية‎, trl. Anṭākiya, trb. Antakija, gr. Ἀντιόχεια, trl. Antiocheia) – miasto położone w Turcji nad rzeką Orontes (Asi), 22 km od brzegu Morza Śródziemnego, u podnóża góry Silpius (ar. Habib an-Nadżar). W starożytności jedno z najważniejszych centrów kulturalnych, handlowych, politycznych i religijnych basenu śródziemnomorskiego.
Znajduje się tu muzeum z unikalnym zbiorem mozaik rzymskich i bizantyjskich. Zabytki: rzymski most, pozostałości ogromnych rzymskich murów obronnych, bizantyjska cytadela, wykuty w skale kościół świętego Piotra.

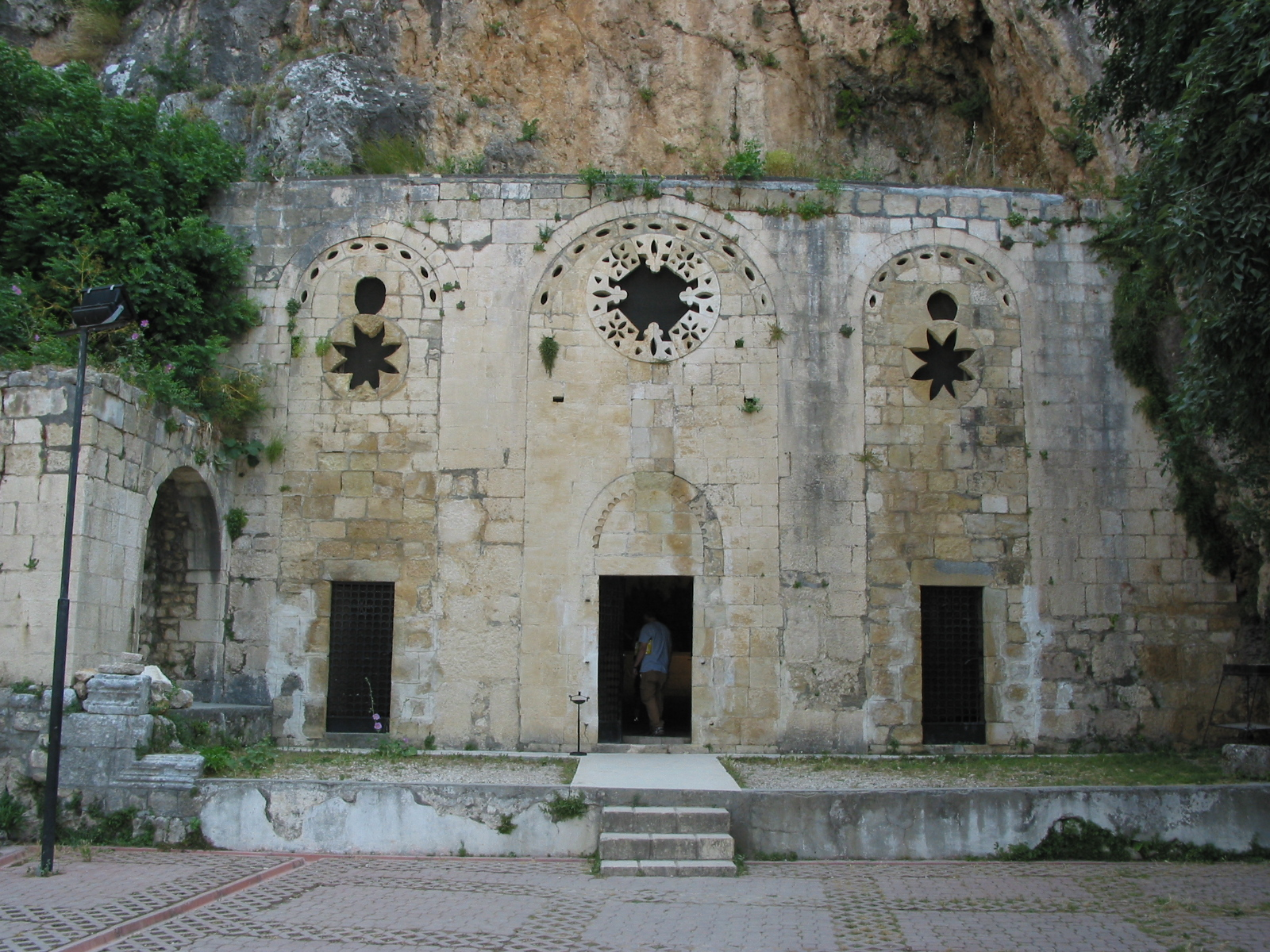
Kościół św. Piotra, upamiętniający fakt, że Apostoł ten, zanim przeniósł się do Rzymu, był biskupem chrześcijańskiej wspólnoty w tym mieście

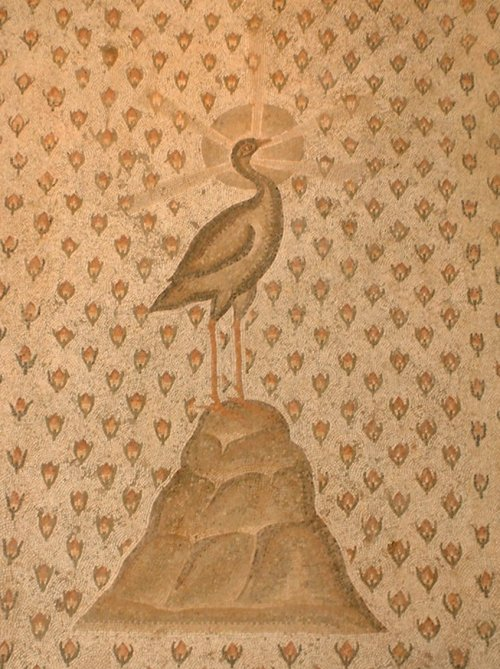
Mozaika z Dafne k. Antiochii, późny III w. po Chr. Feniks w słońcu – legendarny ptak, który powstał z popiołu, również starochrześcijański symbol Chrystusa zmartwychwstałego, Muzeum Luwru, Paryż

## Czasy Seleucydów
Antiochia została założona około 300 roku p.n.e. przez Seleukosa I Nikatora, jednego z wodzów Aleksandra Macedońskiego, który nazwał ją na cześć swego ojca Antiocha.
Architekt Ksenariusz wybrał miejsce dla założenia miasta na brzegu rzeki Orontes, zaraz za jej przełomem przez łączące się nieopodal pasma Libanu i Antylibanu, na żyznej równinie u stóp góry Silpius, na skrzyżowaniu szlaków handlowych z północy na południe i ze wschodu na zachód.
Wcześniej w pobliżu tego miejsca istniały inne miasta: huryckie Alalach, zniszczone około 1200 roku p.n.e., i Antygonia, stolica konkurenta Seleukosa I – Antygona, zburzona po jego klęsce w 301 p.n.e.
Seleukos osiedlił w Antiochii swoich macedońskich żołnierzy oraz grupę Żydów z Judei, którym zagwarantował równouprawnienie z Grekami.
Antiochia została stolicą państwa Seleucydów i niemal od razu stała się ośrodkiem handlu. Portem Antiochii było miasto Seleucja Pieria u ujścia Orontesu. Pobliskie (8 km na południowy wschód) miasto Dafne (dziś Harbiye) ze słynną świątynią Apollina stało się wkrótce podmiejskim osiedlem bogaczy.

## Czasy rzymskie

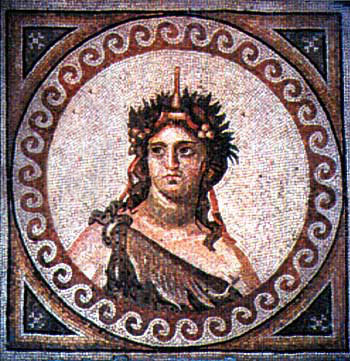
Rzymska mozaika z Dionizosem, Muzeum w Antiochii

### Stolica rzymskiej prowincji Syrii
W 64 p.n.e. Antiochia została zajęta przez wojska rzymskie pod wodzą Pompejusza i stała się stolicą rzymskiej prowincji Syrii. Antiochię obdarzono wówczas szerokim samorządem. Pod rządami Rzymu miasto rozkwitło i stało się największą metropolią Syrii, jej militarną, gospodarczą i kulturalną stolicą.
Miasto rozbudowało się odpowiednio do swej rangi – powstały wielkie świątynie, forum, teatr, amfiteatr, biblioteka, łaźnie, akwedukty i inne budowle użytku publicznego. Dwie główne ulice miasta, krzyżujące się pod kątem prostym, zostały ozdobione posągami i kolumnadami. Zbudowano pięć mostów przez Orontes, z których do dziś ostał się jeden. Dobrobytowi miasta nie zaszkodziły dwa katastrofalne trzęsienia ziemi w połowie I wieku ani następne w 115, podczas którego o mało nie zginął cesarz Trajan. Podczas wojen partyjskich pod koniec swego panowania uczynił on Antiochię główną bazą wypadową rzymskich wojsk. W czasach bizantyjskich powstał pałac cesarski i hipodrom.

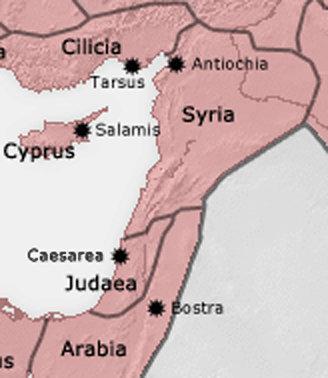
Antiochia jako stolica rzymskiej prowincji Syrii

Ogromne miasto stało się kosmopolityczne, choć zawsze dominowali w nim Grecy. W Antiochii krzyżowały się wpływy najeźdźczych kultur rzymskiej i greckiej (hellenistycznej), miejscowej kultury syryjskiej (aramejskiej) i infiltrującej ze wschodu kultury perskiej. W wyniku ożywionych kontaktów handlowych w mieście pojawiali się goście nawet z Indii i Chin. W ślad za pieniędzmi do miasta ściągali również uczeni.
W Antiochii współistniały różne religie pogańskie. Była także znacząca wspólnota żydowska, choć nie tak stara i liczna jak w Aleksandrii.
Mieszkańcy miasta słynęli ze sprytu i bezczelności. W odwecie za nieprzychylne przyjęcie kolejni rzymscy cesarze często pozbawiali Antiochię jej przywilejów – np. stolicę Syrii przeniesiono na jakiś czas do Laodycei. Natomiast luksusy i zepsucie Antiochii stały się w świecie śródziemnomorskim przysłowiowe.

### Wczesne chrześcijaństwo
Antiochia Syryjska stała się drugim chronologicznie po Jerozolimie ośrodkiem chrześcijaństwa, jeszcze w czasach biblijnych – po ukamienowaniu świętego Szczepana diakona i rozproszeniu się uczniów Chrystusa Kościoła jerozolimskiego. Przekazują to Dzieje Apostolskie:

Ci, których rozproszyło prześladowanie, jakie wybuchło z powodu Szczepana, dotarli aż do Fenicji, na Cypr i do Antiochii, głosząc słowo samym tylko Żydom. Niektórzy z nich pochodzili z Cypru i z Cyreny. Oni to po przybyciu do Antiochii przemawiali też do Greków i opowiadali Dobrą Nowinę o Panu Jezusie. A ręka Pańska była z nimi, bo wielka liczba uwierzyła i nawróciła się do Pana. Wieść o tym doszła do uszu Kościoła w Jerozolimie. Wysłano do Antiochii Barnabę. Gdy on przybył i zobaczył działanie łaski Bożej, ucieszył się i zachęcał wszystkich, aby całym sercem wytrwali przy Panu; był bowiem człowiekiem dobrym i pełnym Ducha Świętego i wiary. Pozyskano wtedy wielką liczbę [wiernych] dla Pana. Udał się też do Tarsu, aby odszukać Szawła. A kiedy [go] znalazł, przyprowadził do Antiochii i przez cały rok pracowali razem w Kościele, nauczając wielką rzeszę ludzi. W Antiochii też po raz pierwszy nazwano uczniów chrześcijanami. W tym czasie właśnie przybyli z Jerozolimy do Antiochii prorocy. Jeden z nich, imieniem Agabos, przepowiedział z natchnienia Ducha, że na całej ziemi nastanie wielki głód. Nastał on za Klaudiusza. (Dz 11, 19-28)

Około roku 50 miasto było punktem wyjścia dla podróży misyjnych świętego Pawła Apostoła. Jednym z pierwszych biskupów był Ignacy Antiocheński (I/II w.).
Chrystianizacja Antiochii nabrała tempa szczególnie w III w. – tak że pod koniec tego stulecia chrześcijanie stanowili w mieście grupę równie dużą co wyznawcy innych religii. Miasto stało się jednym z ważniejszych ośrodków greckiego chrześcijaństwa. Być może używano także języka syryjskiego. Jednak zasadniczo syryjskie chrześcijaństwo rozwinęło się w sąsiedniej Edessie, dokąd wiara została zaniesiona prawdopodobnie właśnie z Antiochii – według tradycji sukcesja apostolska biskupów Edessy sięga do Serapiona, biskupa Antiochii (190–203).
Słynne były kościoły Antiochii – szczególnie bazylika powstała, jeszcze w czasach apostolskich, z pogańskiej świątyni Fortuny (Tychaeion) oraz zdobiona niesłychanie bogato bazylika cesarza Konstantyna.
W 260 Antiochia wpadła w ręce Persów, lecz Rzymianie pod wodzą Aureliana wkrótce ją odzyskali i odbudowali z wojennych zniszczeń.

### Szkoła antiocheńska
W III w. Antiochia ofiarowała rozwijającej się teologii chrześcijańskiej zaplecze intelektualne i kulturowe porównywalne do tego, jakim była stolica Egiptu Aleksandria. Antiochia kultywowała bardziej tradycję filozoficzną Arystotelesa, dominujący wpływ miał również judaizm rabiniczny. Aleksandria zaś była bardziej zwrócona ku platonizmowi oraz judaizmowi hellenistycznemu. Ta różnica mocno zaznaczyła się w sposobie uprawiania teologii w obydwu ośrodkach. Antiocheńska tradycja teologiczna, nazwana w historii teologii szkołą antiocheńską, nie była związana z jedną instytucją, ukształtowały ją poglądy poszczególnych teologów i grup ich uczniów. Początki są wiązane z Lucjanem (zm. 312). Nie jest pewne czy był on pod wpływem nieco starszego od niego Pawła z Samosaty. Ten ostatni poprzez zbytnie kładzenie nacisku na ludzką naturę Chrystusa naraził się na oskarżenie o odmawianie Mu godności Synostwa Bożego i propagowanie tzw. dynamicznego Monarchianizmu, czyli doktryny, która twierdziła, że Jezus otrzymał moc Bożą (gr. dynamis) w czasie chrztu w Jordanie. Zupełnie odmienną postawę miał Eustacjusz, który bardzo ostro krytykował Arianizm. Kolejną, odmienną światopoglądowo postacią, był Diodor z Tarsu. Jego uczniami byli Jan Chryzostom i Teodor z Mopsuestii. Tego ostatniego zaś uczniem był Nestoriusz, późniejszy patriarcha Konstantynopola w latach 428-431, autor potępionej przez Sobór efeski (431) doktryny o rozdzieleniu dwóch natur w Chrystusie. Pod wpływem tradycji antiocheńskiej był także obrońca Nestoriusza, Teodoret z Cyru.

### Po soborze nicejskim
W miarę rozwoju hierarchii kościelnej biskupi Antiochii szybko stali się metropolitami, a następnie patriarchami, rządzącymi kościołem całej Azji Mniejszej. W Soborze nicejskim I (325 r.) uczestniczyło dwudziestu dwóch biskupów z patriarchatu antiocheńskiego.
Mimo tego iż miasto stało się jednym z centrów chrześcijaństwa starożytnego, jeszcze w połowie IV w., jak wskazują pisma Libaniusza, Antiochia była także jednym z centrum pogańskiej opozycji wobec chrześcijaństwa. Są świadectwa, że pogaństwo, wraz z kultem trwało jeszcze w VI wieku. Niemniej, w czasie restauracji pogaństwa za Juliana Apostaty, ucznia Libaniusza, chrześcijańska Antiochia odnosiła się do cesarza w obelżywy sposób, co skłoniło go do napisania dzieła pod tytułem Misopogon, zaś u schyłku starożytności miasto znane było jako Teopolis (Theopolis), czyli „Miasto Boga”,
Z Antiochii pochodził i w niej przez szereg lat działał Jan Chryzostom (ur. 347). Zachowały się jego mowy do ludu antiocheńskiego. W jego kazaniach często przejawia się motyw niekorzystnego wpływu moralności pogańskiej na wiernych Antiochii. Zwracał uwagę na wyścigi konne, widowiska cyrkowe i teatralne. Tym ostatnim za jego czasów bardzo daleko było do teatru Sofoklesa. Aktorzy często odgrywali prowokujące sceny miłosne, dlatego Jan określał je jako prawdziwą szkołę nierządu.
Do IV wieku w mieście dochodziło do sporów chrześcijańsko-żydowskich, przeradzających się nawet w zamieszki.

### Statystyki
Według Józefa Flawiusza Antiochia stała się trzecim co do wielkości miastem imperium rzymskiego. Strabon pisał, że była niewiele mniejsza od Aleksandrii. W I wieku Diodor Sycylijski szacował ludność Antiochii na 300 tysięcy wolnych ludzi. W IV wieku święty Jan Chryzostom szacował ludność miasta na 200 tysięcy ludzi, nie licząc dzieci i niewolników. Współczesne szacunki liczby ludności Antiochii w okresie jej rozkwitu wahają się od 500 do 800 tysięcy ludzi.

## Okres bizantyjski
Po podziale cesarstwa rzymskiego w 395 roku Antiochia znalazła się we wschodniej części imperium.
W 525 miasto ucierpiało od wielkiego pożaru, a w 526 zostało zrujnowane przez wielkie trzęsienie ziemi (ponownie w 528), jednak od razu odbudowano zniszczone dzielnice. W 540 na krótko zdobyli je i całkowicie zburzyli Persowie. Miasto odbudował cesarz Justynian I Wielki, ale już jako znacznie mniejsze. Persowie ponownie zdobyli Antiochię w 611.
Armia Bizancjum miasto ponownie odzyskała, by w 637 utracić je na rzecz Arabów. Od tego czasu zaczął się upadek miasta, które na trwale zostało odcięte granicami od dotychczasowych szlaków handlowych i spadło do roli ośrodka regionalnego. Jej rolę jako głównego ośrodka Syrii przejął Damaszek, a w północnej Syrii coraz większą rolę odgrywało Aleppo. Niemniej, Antiochia pozostawała jednym z głównych miast drugiego, wewnętrznego pasa fortec granicznych, zwanego Al-ʿAwāṣim. Za panowania Hamdanidy Sajf ad-Dauli Antiochia podniosła bunt i, przez pewien czas, utrzymywała niezależność. W 969 bizantyjski cesarz Nicefor Fokas odbił Antiochię, lecz miasto nie odzyskało już dawnego znaczenia. W 971 roku Antiochię próbowali zdobyć Fatymidzi. Niemniej, Antiochia stała się stolicą katepanatu i podlegały jej wszystkie okoliczne temy.

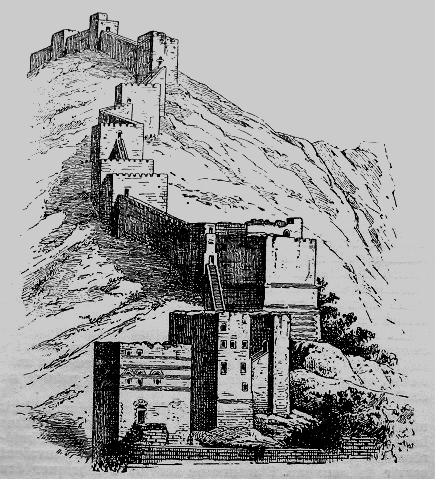
Umocnienia Antiochii w czasach wypraw krzyżowych

## Księstwo Antiochii
Po krótkotrwałym panowaniu Ormianina Filareta, w 1085 Antiochię zdobyli podstępem Turcy Seldżuccy.
3 czerwca 1098, po oblężeniu trwającym od 20 października 1097, miasto (z wyjątkiem cytadeli) zdobyli krzyżowcy pierwszej krucjaty (przyczyniła się do tego zdrada jednego z dowódców obrony, Firuza). Już tydzień później sami zostali w nim oblężeni przez turecką armię atabega Mosulu Kurbughi. Bitwa pod murami miasta 28 czerwca 1098 przyniosła druzgocące zwycięstwo krzyżowcom, którzy przy okazji opanowali również cytadelę. W ten sposób Antiochia dostała się pod władzę normańsko-sycylijskiego wodza krucjaty Boemunda z Tarentu.
Po kampanii 1098/1099 roku Boemund wrócił do miasta i z jego okolic stworzył Księstwo Antiochii. Księstwo to, rozciągające się od Aleksandretty po Latakię, stało się najpotężniejszym z państw łacińskich w Ziemi Świętej.

## Pod władzą Egiptu i Osmanów
W 1268 miasto zostało zdobyte i złupione przez wojska mameluckiego sułtana Egiptu Bajbarsa, które zburzyły wszystkie większe budynki i zmasakrowały mieszkańców. Był to morderczy cios dla miasta, które utraciło jakiekolwiek znaczenie i na kilka stuleci spadło do rangi osiedla, zwłaszcza że w 1401 kolejnych zniszczeń dokonały mongolskie wojska Tamerlana. Funkcje miejskie Antiochii przejęła pobliska Aleksandretta.
Już jako niewielkie miasto Antiochia została włączona w skład Imperium osmańskiego w 1516. W latach 1832–1840 miastem władał wicekról Egiptu Muhammad Ali. W 1872 Antiochia została mocno zniszczona przez trzęsienie ziemi. W latach 1920–1938 miasto należało do francuskiej mandatowej Syrii wraz z sandżakiem Aleksandretty, który w latach 1938–1939 tworzył efemeryczną republikę Hatay, a w 1939 został włączony do Turcji.

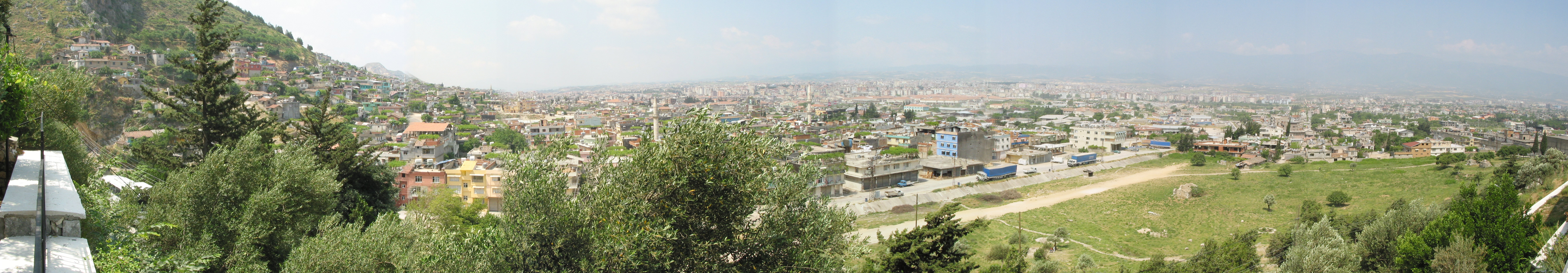
Panorama współczesnej Antakyi – widok sprzed kościoła św. Piotra

## Antiochia dziś

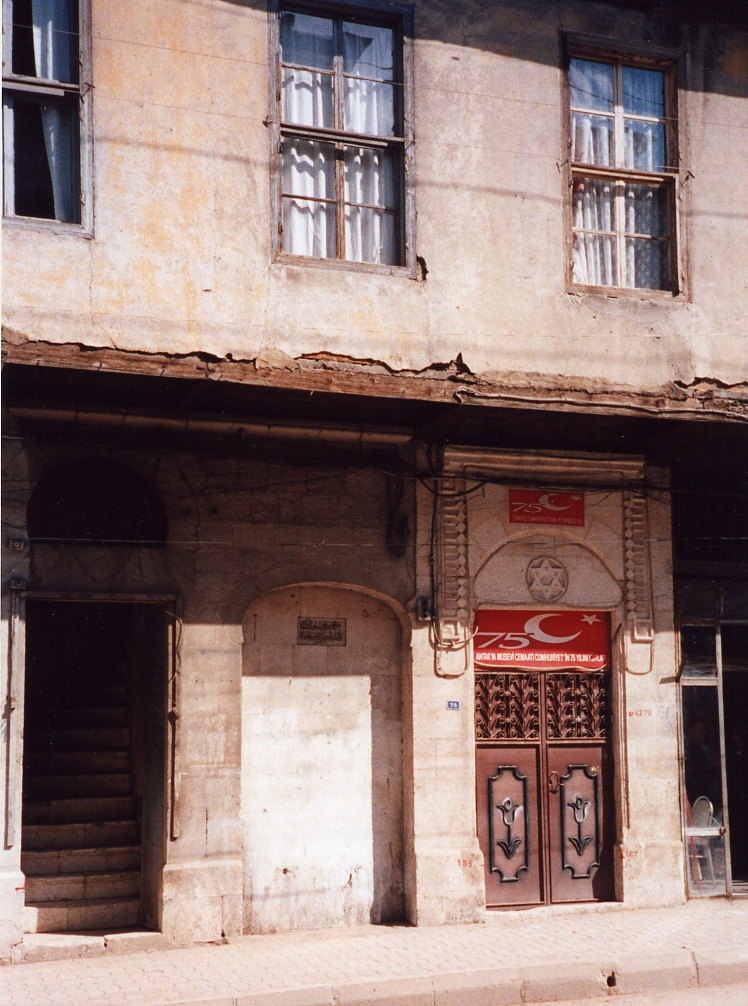
Stare domy mieszkalne w Antiochii

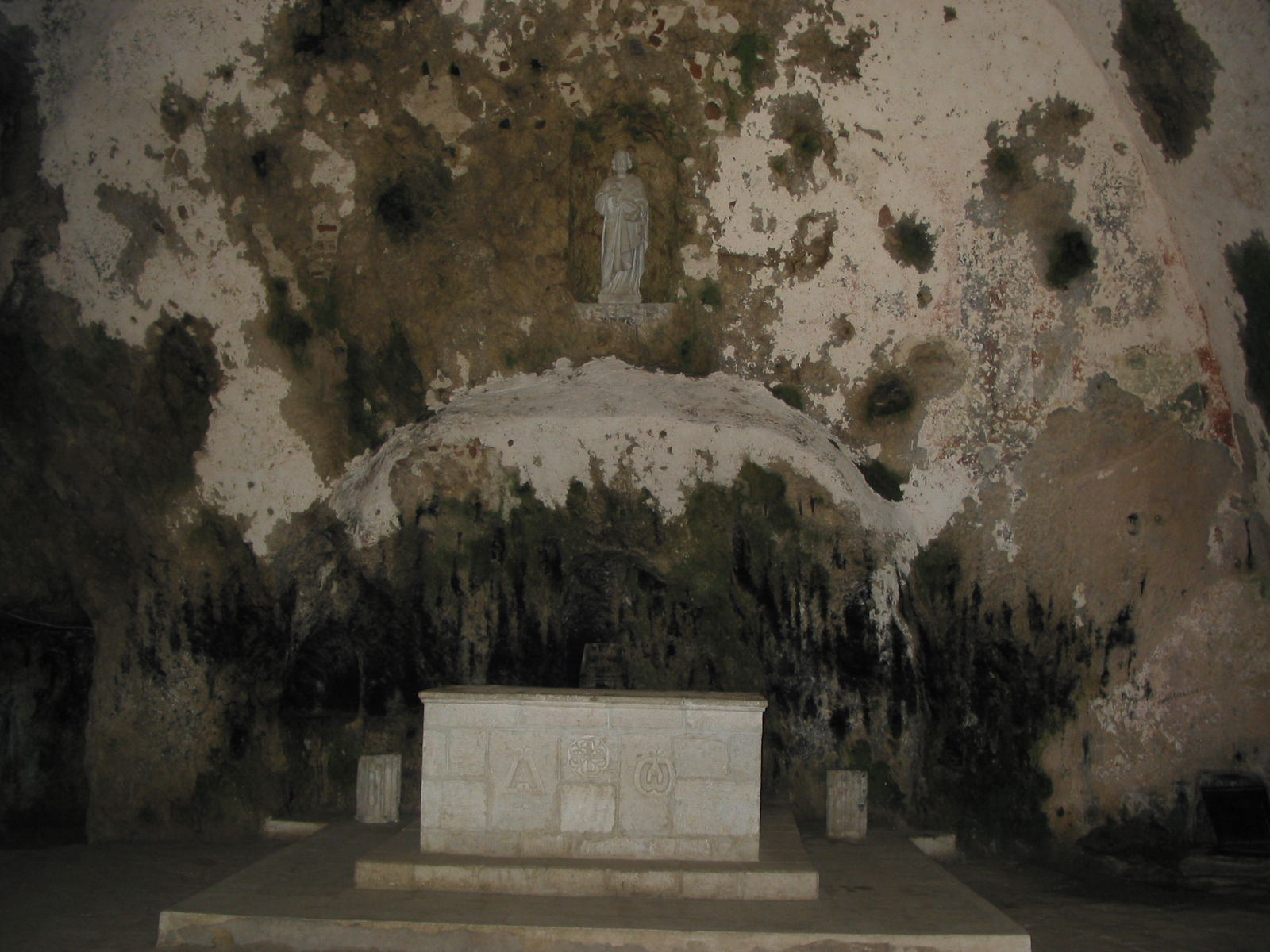
Grota św. Piotra w Antiochii

Obecną nazwą Antiochii jest Antakya. Miasto jest ośrodkiem administracyjnym i przemysłowym prowincji Hatay w Turcji. Znajdują się tu zakłady przemysłu metalowego (złoża rud żelaza), chemicznego, spożywczego i włókienniczego, ośrodek rzemiosła garbarskiego i handlu cytrusami, węzeł drogowy. Antakya zajmuje niewielki fragment starożytnego miasta, którego większa część spoczywa pod osadami rzecznymi. Mimo przynależności do Turcji, pretensje do Antiochii podnosi Syria, a w mieście i jego okolicach znaczna część mieszkańców nadal posługuje się językiem arabskim. Znajduje się tu niewielka społeczność chrześcijan. W obręb administracyjny miasta wchodzi też kilka okolicznych wsi.

### Wykopaliska
45 km na wschód od miasta znajduje się stanowisko archeologiczne Tell Tayinat, gdzie znaleziono pałace typu bit hilani (co oznacza „dom filarów”) (odkryto w latach trzydziestych), pozostałości świątyni z X-IX wieku p.n.e. (2008 rok), tabliczki z pismem klinowym z lat 1000-600 roku p.n.e. (2009), kamienny posąg lwa (lipiec 2011), kamienny posąg mężczyzny między dwoma lwami (władca zwierząt) (lipiec 2011).

## Współpraca
- Niemcy: Aalen

## Z Antiochii pochodzili
- Apollofanes – lekarz króla Antiocha w II wieku p.n.e.,
- Firmus – palmyreński buntownik przeciwko władzy Rzymu w 272,
- święty Łukasz Ewangelista,
- święty Szymon Słupnik,
- Paweł z Samosaty – biskup Antiochii, heretyk – monarchianista,
- chrześcijańscy męczennicy Asklepiades i Babilas,
- święty Ignacy – biskup Antiochii w latach 70–107,
- Pelagia z Antiochii – pokutnica
- Teofil z Antiochii (II wiek) – wczesny apologeta i biskup miasta.
- Filoteusz z Antiochii – męczennik (+304), święto 12 stycznia.
- Ammianus Marcellinus – historyk rzymski, autor Dziejów rzymskich (Res gestae)
- Libanios – grecki retor i platoński filozof z IV w.
- Jahja z Antiochii – arabskojęzyczny kronikarz chrześcijański z XI w.
- święty Jan Chryzostom,
- święty Flawian – biskup Konstantynopola w I połowie V wieku,
- Doroteusz z Gazy – chrześcijański mnich, święty, pisarz.